# Hedypnois
Genre
Classification phylogénétique
Hedypnois est un genre de plantes à fleurs de la famille des Asteraceae.

## Liste d'espèces
Selon NCBI (1 juin 2011) :
- Hedypnois glabra
- Hedypnois rhagadioloides

Selon ITIS (1 juin 2011) :
- Hedypnois cretica (L.) Dum. Cours.